# Сибирганово
Сибирганово (баш. Себергән) — деревня в Бураевском районе Республики Башкортостан Российской Федерации. Входит в состав Каинлыковского сельсовета.

## География

### Географическое положение
Расстояние до:
- районного центра (Бураево): 14 км,
- центра сельсовета (Каинлыково): 9 км,
- ближайшей ж/д станции (Янаул): 88 км.

## Население
| 2002 | 2009 | 2010 |
| ---- | ---- | ---- |
| 44   | ↘39  | ↘34  |

Согласно переписи 2002 года, преобладающая национальность — башкиры (100 %).